# Carlo Maria Viganò
Carlo Maria Viganò (n. 16 ianuarie 1941, Varese, Lombardia, Regatul Italiei) este un arhiepiscop al Bisericii Catolice care a slujit ca Nunțiu apostolic în Statele Unite în perioada 19 octombrie 2011 - 12 aprilie 2016, la Washington. Anterior a fost secretar general al Guvernoratului Vaticanului în perioada 16 iulie 2009 - 3 septembrie 2011. 
El este cunoscut mai ales pentru faptul că a expus două scandaluri majore de la Vatican. Acestea au fost Scandalul Vatican-leaks din 2012, în care a dezvăluit corupția financiară de la Vatican, și o scrisoare din 2018 în care îi acuza pe Papa Francisc și alți lideri ai bisericii că au ascuns acuzațiile de abuz sexual aduse fostului cardinal Theodore McCarrick. Viganò a declarat că Papa Benedict al XVI-lea a impus sancțiuni împotriva lui McCarrick ca răspuns la acuzațiile care i-au fost aduse, dar că Papa Francisc a refuzat să le aplice și că l-a făcut pe McCarrick un consilier important. Viganò l-a îndemnat pe Francisc să demisioneze. Scrisoarea a provocat diverse reacții în cadrul bisericii, unii exprimându-și sprijinul pentru acuzații și cerând anchete suplimentare, iar alții apărându-l pe Francisc, punând la îndoială afirmațiile făcute în scrisoare și atacând credibilitatea lui Viganò. După publicarea scrisorii, Viganò a continuat să facă declarații publice.
În 2024, Viganò a fost acuzat de către Vatican de schismă. A fost declarat vinovat și excomunicat. Viganò a răspuns cu următoarele acuzații: Conciliul Vatican II e un cancer, Biserica Catolică actuală e metastaza acestui cancer, iar Rusia este A Treia Romă care va salva creștinismul.